# Варгавка-Млода
Варгавка-Млода (пол. Wargawka Młoda) — село в Польщі, у гміні Вітоня Ленчицького повіту Лодзинського воєводства.
Населення — 150 осіб (2011).
У 1975-1998 роках село належало до Плоцького воєводства.

## Демографія
Демографічна структура станом на 31 березня 2011 року:
|          | Загалом | Допрацездатний вік | Працездатний вік | Постпрацездатний вік |
| -------- | ------- | ------------------ | ---------------- | -------------------- |
| Чоловіки | 69      | 18                 | 41               | 10                   |
| Жінки    | 81      | 18                 | 48               | 15                   |
| Разом    | 150     | 36                 | 89               | 25                   |